# Trypanosyllis inglei
Trypanosyllis inglei är en ringmaskart som beskrevs av Thomas H. Perkins 1981. Trypanosyllis inglei ingår i släktet Trypanosyllis och familjen Syllidae. Inga underarter finns listade i Catalogue of Life.